# Ontbinding van de kloosters

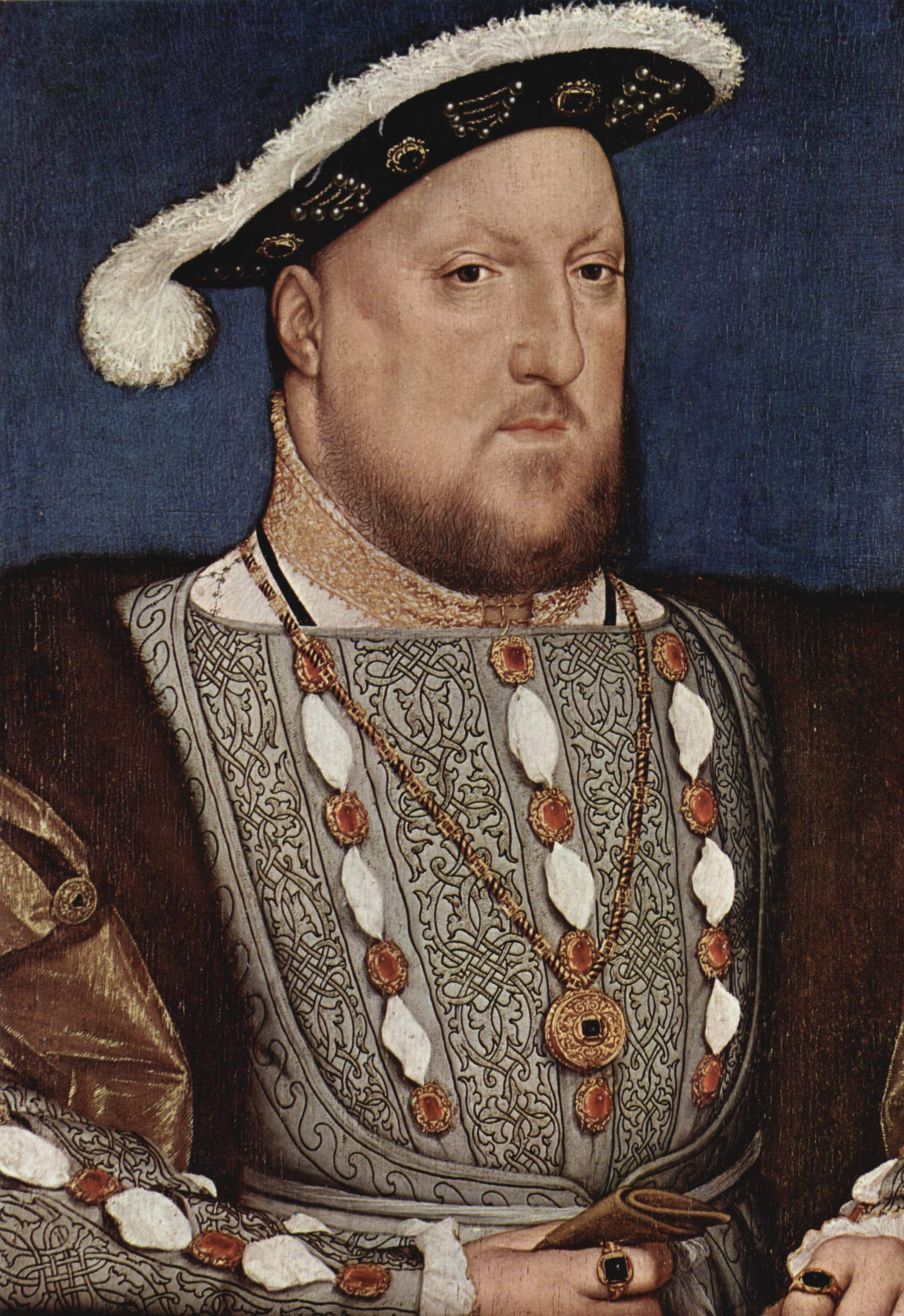
Hendrik VIII rond 1535

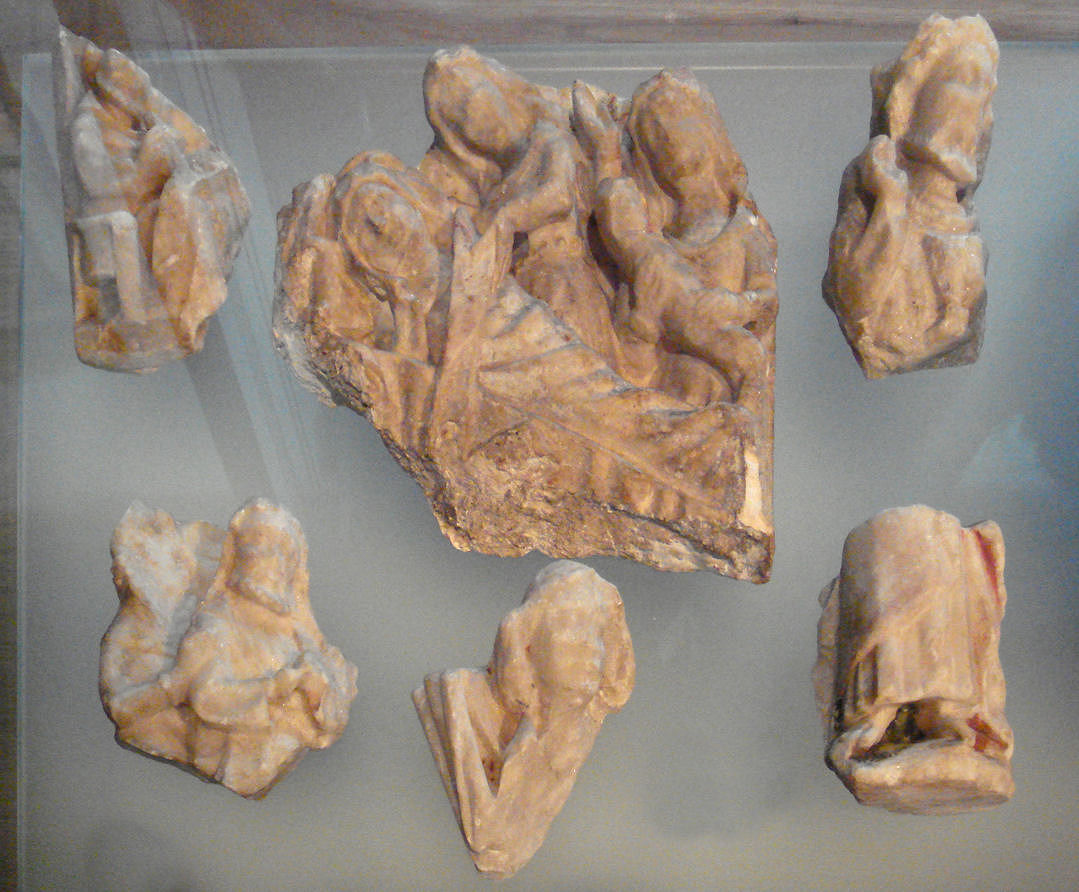
Fragmenten van een altaar dat tijdens de ontbinding van de kloosters verwoest werd

De ontbinding van de kloosters (Engels: Dissolution of the Monasteries), soms ook afschaffing van de kloosters (Suppression of the Monasteries) genoemd, was het administratieve en wettelijke proces waarmee koning Hendrik VIII tussen 1536 en 1541 een einde maakte aan het bestaan van kloosters in Engeland, Wales en Ierland.
Hendrik VIII eigende zich de inkomsten van de kloosters toe, nam hun bezittingen in beslag en onderhield de vroegere leden van de kloosters. De opheffing van de kloosters in Engeland en Wales baseerde hij op een drietal wetten die hij had laten stemmen:
- de Act of Supremacy, goedgekeurd door het parlement in 1534, waardoor hij Supreme Head (het opperste hoofd) van de Anglicaanse Kerk werd en Engeland afscheidde van de macht van de paus
- de First Suppression Act (Eerste afschaffingswet) van 1536
- de Second Act of Dissolution (Tweede ontbindingswet) van 1539.

Hoewel de oprichting van sommige kloosterorden nog uit het Angelsaksische Engeland dateerde, had de grote meerderheid van de 825 religieuze gemeenschappen, die door Hendrik VIII zouden worden ontbonden, hun bestaan te danken aan de golf van monastieke stichtingen in de 11e en 12e eeuw; door hun eeuwenlange arbeid hadden deze religieuze instellingen in de 16e eeuw de beneficie van een derde van alle parochies en beschikten ze over ongeveer de helft van al het kerkelijke inkomen. Het was Thomas Cromwell die door tactvol manipuleren met het parlement de maatregelen tot ontbinding van de kloosters ten uitvoer bracht in de periode van 1536 tot 1539, waardoor veel grond in handen van leken kwam. De verdwijning van de kloosters vertegenwoordigde de grootste door de wet gedwongen overdracht van eigendom in de Engelse historie sinds de Normandische verovering.

## Invloed van de Reformatie
De ontbinding van de kloosters was geen gebeurtenis die plaatsvond in politieke isolatie. Er was al geruime tijd een ontwikkeling gaande waarbij historische instituten van de Westerse Kerk het doelwit waren. Veel van de aanvallen konden gerelateerd worden aan de protestantse Reformatie die in Continentaal Europa plaatsvond, hoewel de veranderingen op religieus gebied in Engeland ten tijde van Hendrik VIII en Eduard VI een ander karakter hadden dan die in Duitsland, Bohemen, Frankrijk, Schotland en Genève. In Continentaal Europa was er, naast de adel die de smaak van het plunderen van de Kerk te pakken kreeg, sprake van massale ontevredenheid over de kerkelijke macht en weelde bij de onderdanen en lagere rangen van geestelijken en burgermaatschappij. In Engeland was de vroege Reformatie iets dat gedirigeerd werd door de hoogste klassen van de maatschappij en door het volk met argwaan werd bekeken, hetgeen op sommige plaatsen leidde tot actief verzet.
De ontbinding had weinig veranderingen tot gevolg voor de praktische uitvoering van religie in de parochiekerken van Engeland. In z'n algemeenheid had de hervorming die rond 1530 in Engeland plaatsvond weinig overeenkomsten met de grondstelling van de protestante hervormers en bracht veel vijandigheid onder de bevolking teweeg wanneer dat wel zo was. Het protestantse karakter van vernieuwingen zoals beschreven in de "Ten Articles" (tien artikelen) werd ongedaan gemaakt toen Hendrik VIII zijn wens voor voortzetting van behoudendheid beschreef in de "Six Articles" (zes artikelen) van 1539, die van kracht bleven tot na zijn dood.

## Invoering van parlementaire wetten
Al aan het begin van 1518 had kardinaal Wolsey een pauselijke bul ontvangen, die enkele beperkte hervormingen in de Anglicaanse Kerk toestond, maar hervormers (zowel conservatieve als radicale) raakten in toenemende mate gefrustreerd door het gebrek aan vooruitgang. Hendrik was vastbesloten om dit te veranderen en parlementaire wetten die schijnbaar misbruik in de Anglicaanse Kerk moesten tegengaan werden in november 1529 aangenomen. Daardoor werden er maxima ingesteld voor honoraria die berekend werden voor de uitvoering van testamenten en begrafenis in geheiligde grond, golden er strakkere regels met betrekking tot de rechten om als toevluchtsoord voor criminelen te dienen en werd het aantal kerk-beneficiën dat in de toekomst door één persoon gehouden kon worden teruggebracht naar twee. De wetten moesten aantonen dat de vestiging van de koninklijke jurisdictie over de Kerk vooruitgang zou garanderen in de religieuze reformatie, daar waar de pauselijke autoriteit niet toereikend was geweest. De kloosters waren de volgende in de rij.
De religieuze instellingen van Engeland en Wales (met noemenswaardige uitzonderingen van de Kartuizers, Franciscanen en Birgittijner nonnen) speelden al lang geen leidende rol meer in het spirituele leven van het land; en anders dan in genoemde drie orden, werden strikte monastieke regels op z'n best gedeeltelijk nageleefd. Donaties en legaten gingen nu vaker naar parochiekerken, universiteitscolleges, lycea en collegiale kerken die een publieke goedkeuring van zulke doelen suggereren. De hoogte van monastieke schulden nam toe en het gemiddelde aantal religieuzen dat de kloostergelofte had afgelegd nam af. Hoewel enkele monniken en nonnen in uitzonderlijke luxe leefden, ontvingen de meesten, gerekend naar de standaard van die tijd, ruim voldoende voedsel en gerieflijk onderdak. Weinigen hielden zich nog aan de norm voor vroomheid of religieuze voorschriften. Omvangrijke monastieke complexen domineerden Engelse steden van verschillende grootte, maar de meeste waren minder dan half vol.

## Volksopstanden
De ontbinding en vernieling van de kloosters was verre van populair in veel gebieden. In het noorden van Engeland leidde de afschaffing van de kloosters tot volksopstanden. In oktober 1536 was er een opstand in Lincolnshire, de Lincolnshire Rising genaamd. Deze opstand leidde later in oktober 1536 tot de zogenaamde Pilgrimage of Grace, een opstand onder de bevolking van York en Yorkshire. De rebellen vroegen om een beëindiging van de ontbinding van de kloosters, het vertrek van Thomas Cromwell en de benoeming van Hendriks dochter en oudste kind, de katholieke Maria I van Engeland als opvolger voor de troon. Hendrik maakte een eind aan de beweging met plechtige beloften, die hij geen van alle hield, en executeerde vervolgens de leider, Robert Aske.

## Vernietiging van cultureel erfgoed
Enkele voorbeelden van de vernieling van cultureel erfgoed die de ontbinding van de kloosters heeft veroorzaakt. 

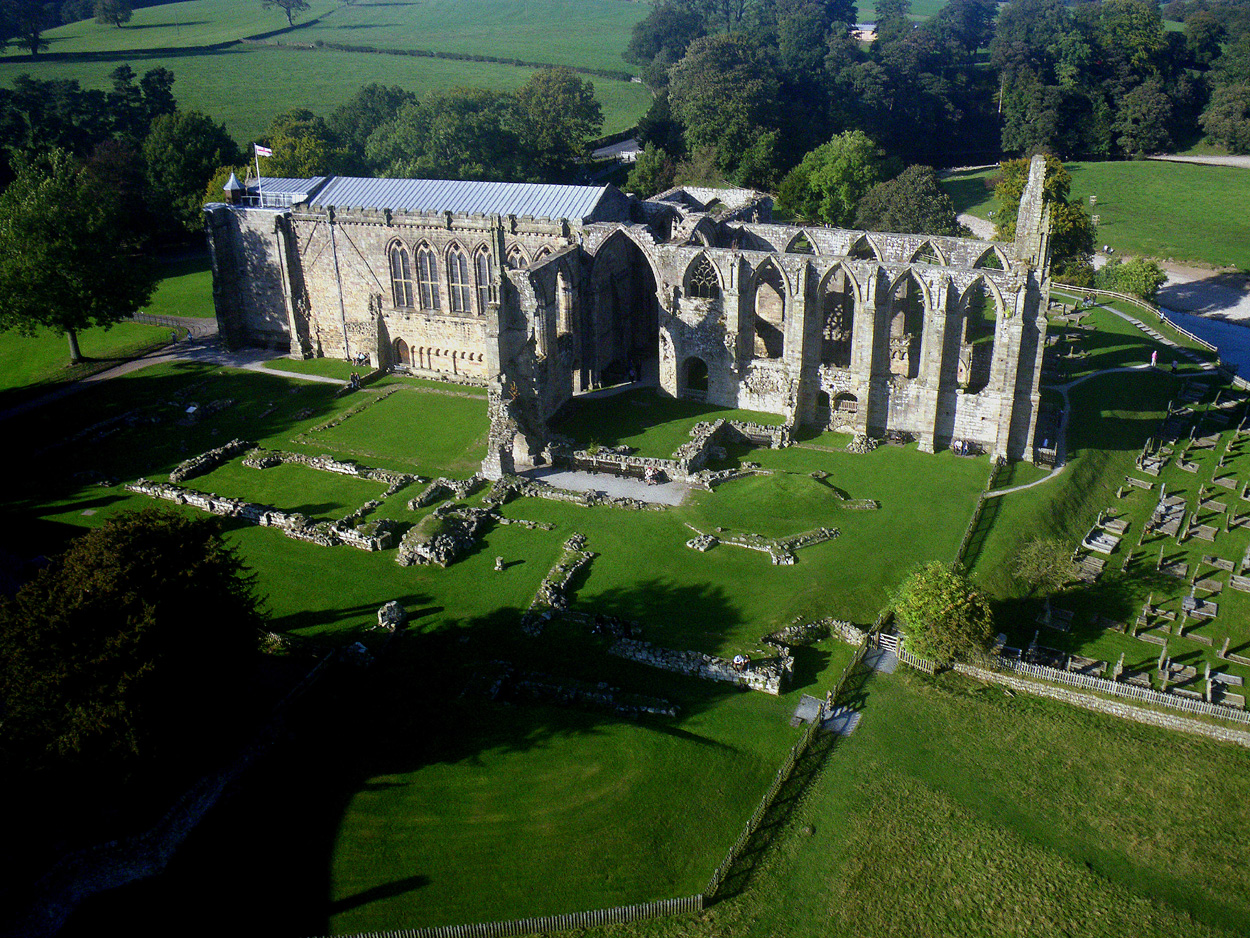
Bolton Abbey
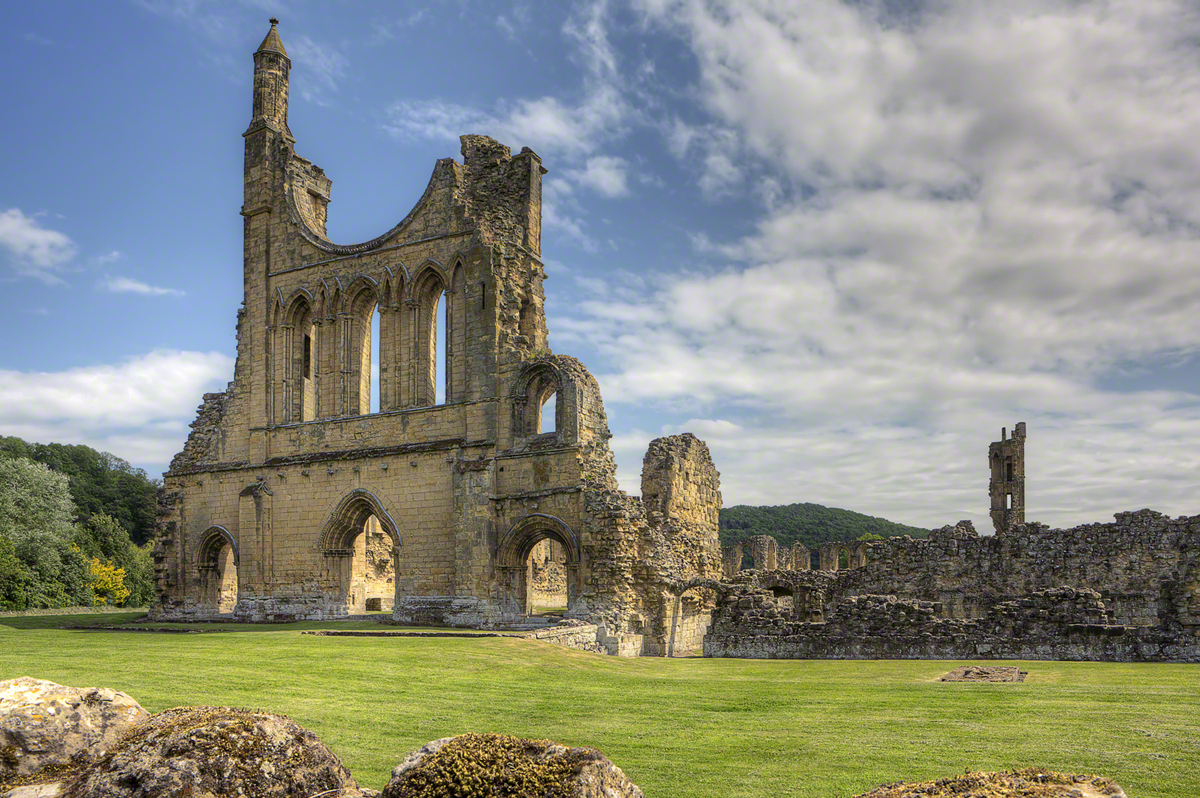
Byland Abbey
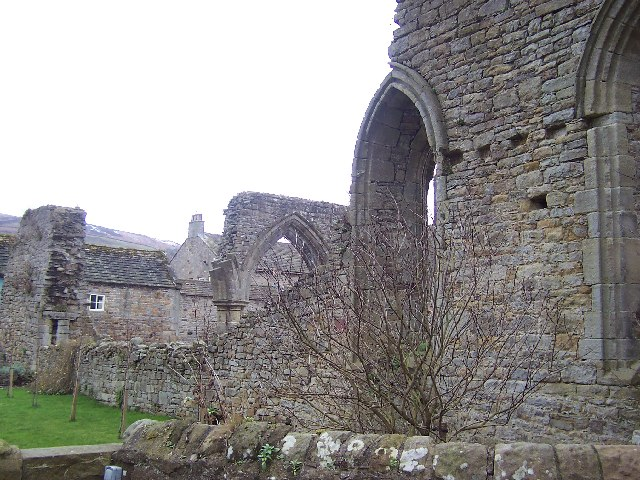
Coverham Abbey
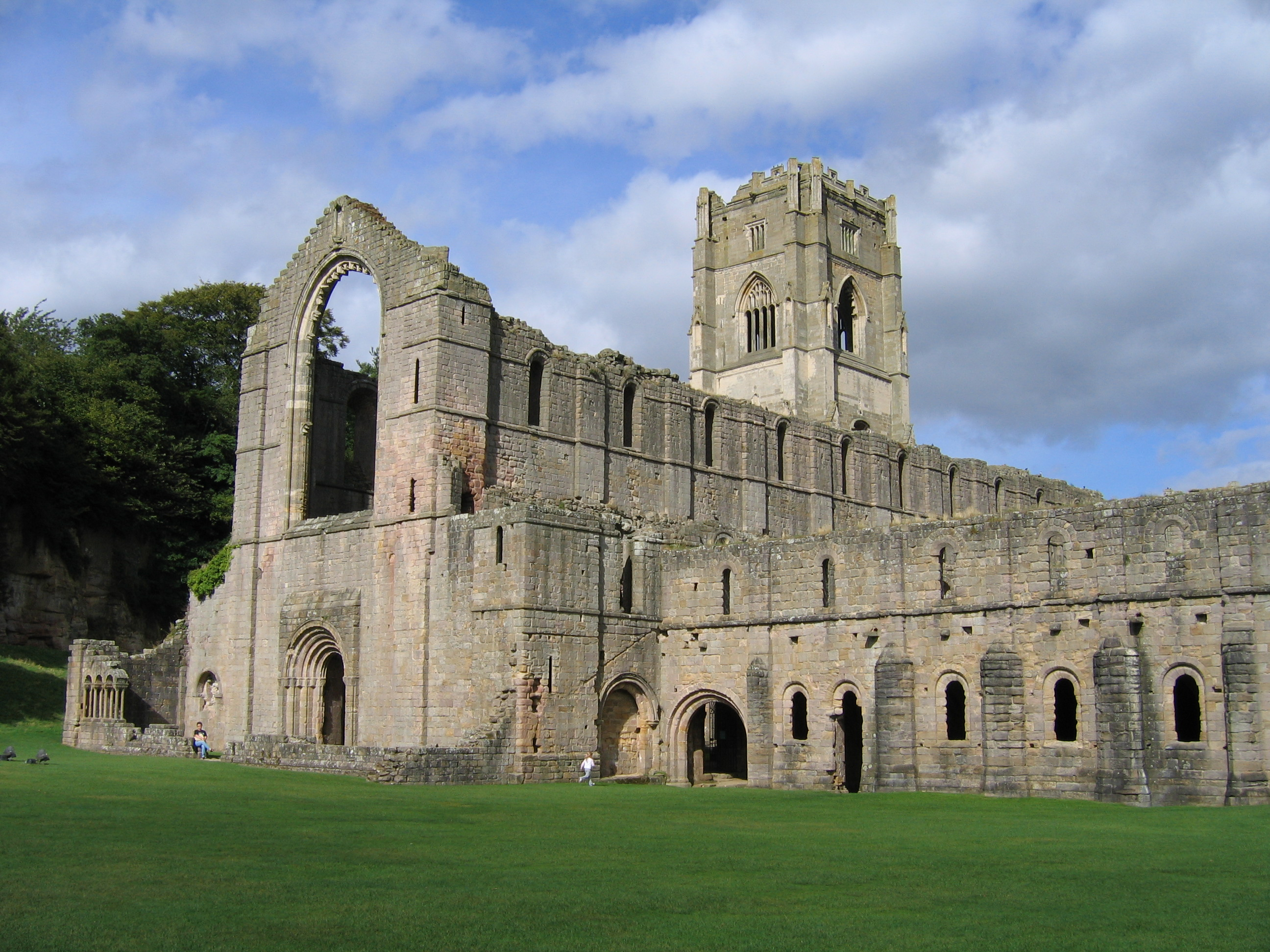
Fountains Abbey
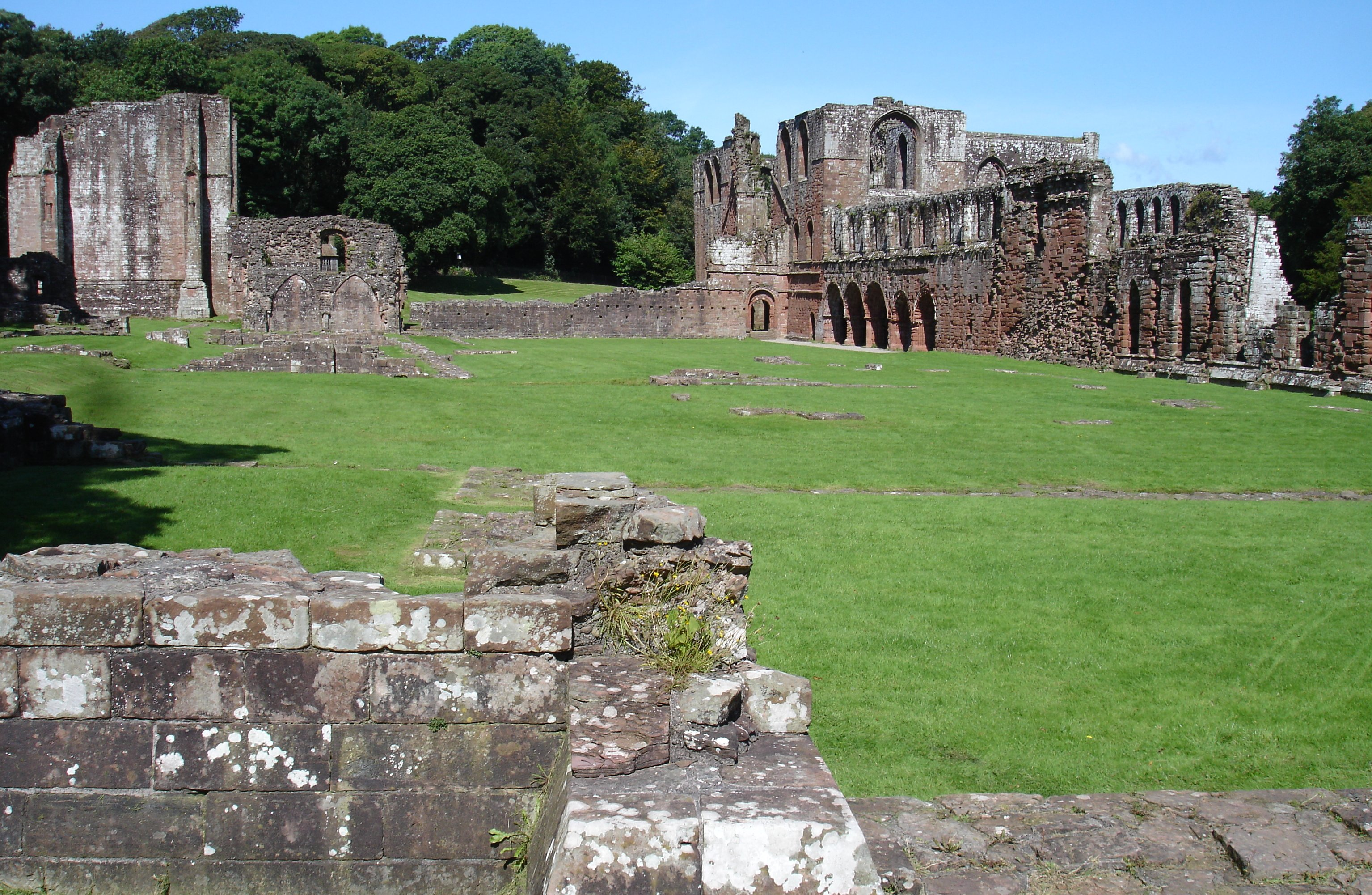
Furness Abbey
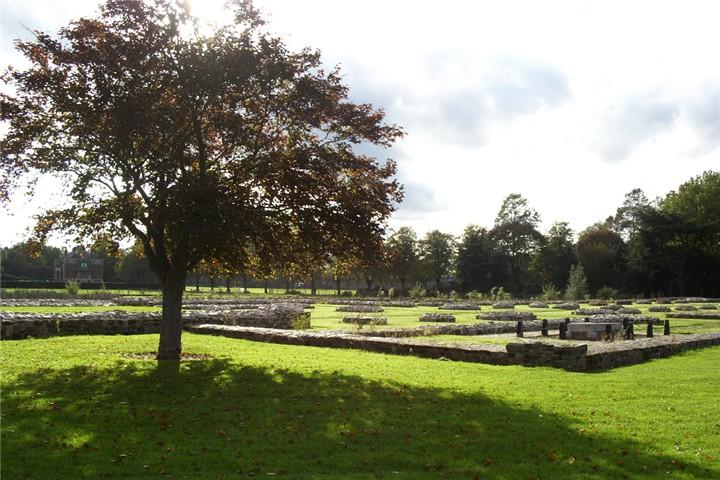
Leicester Abbey
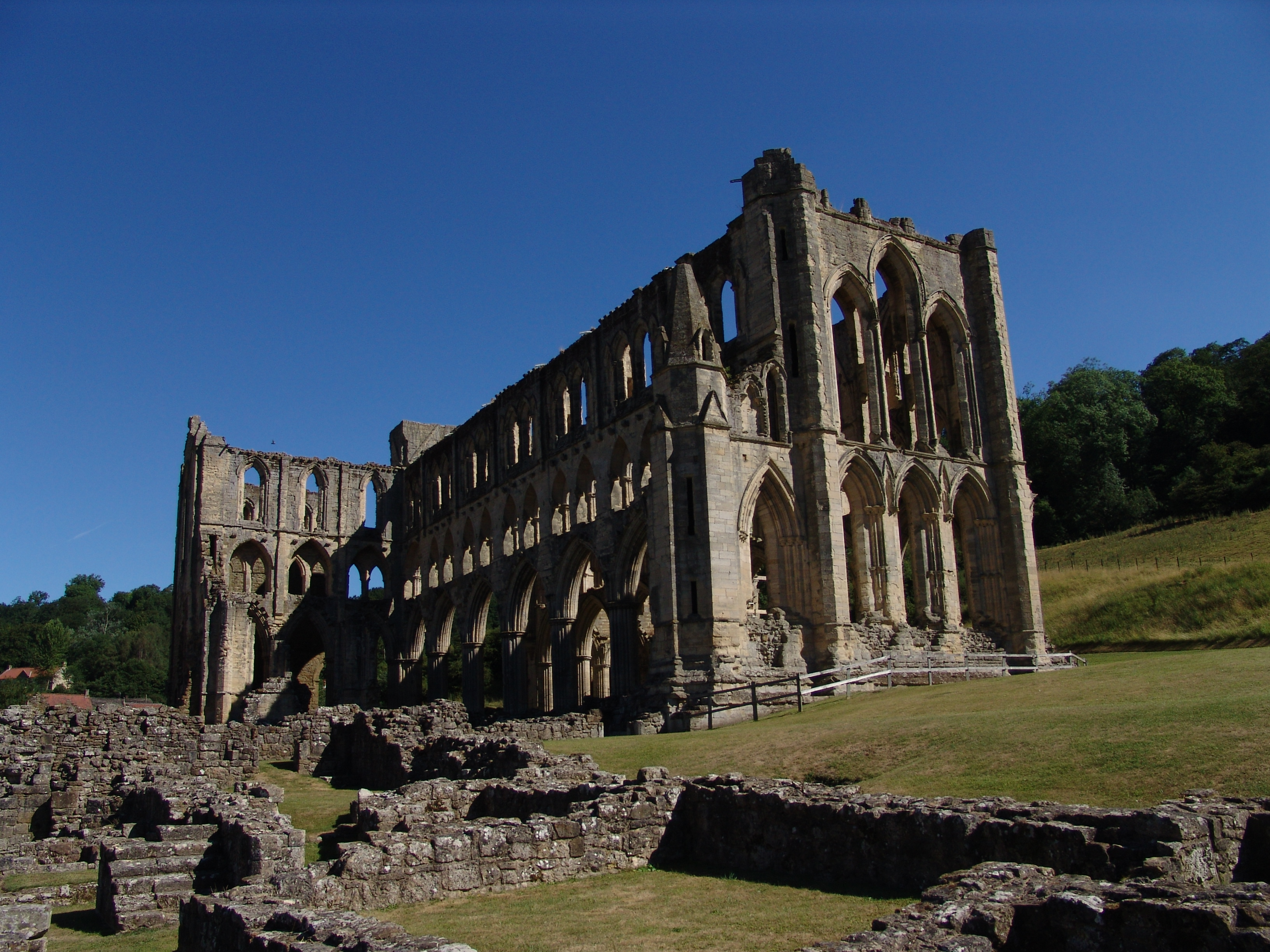
Rievaulx Abbey
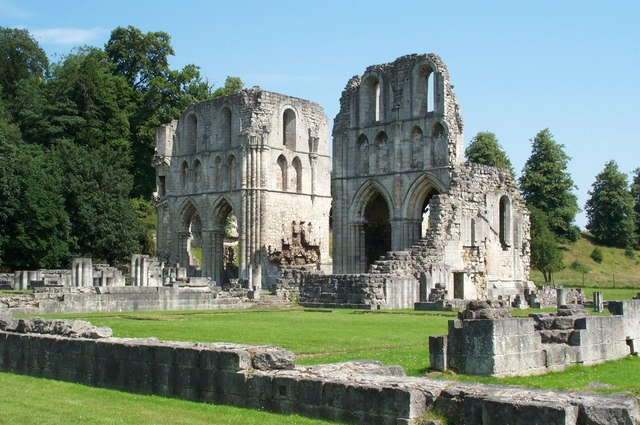
Roche Abbey
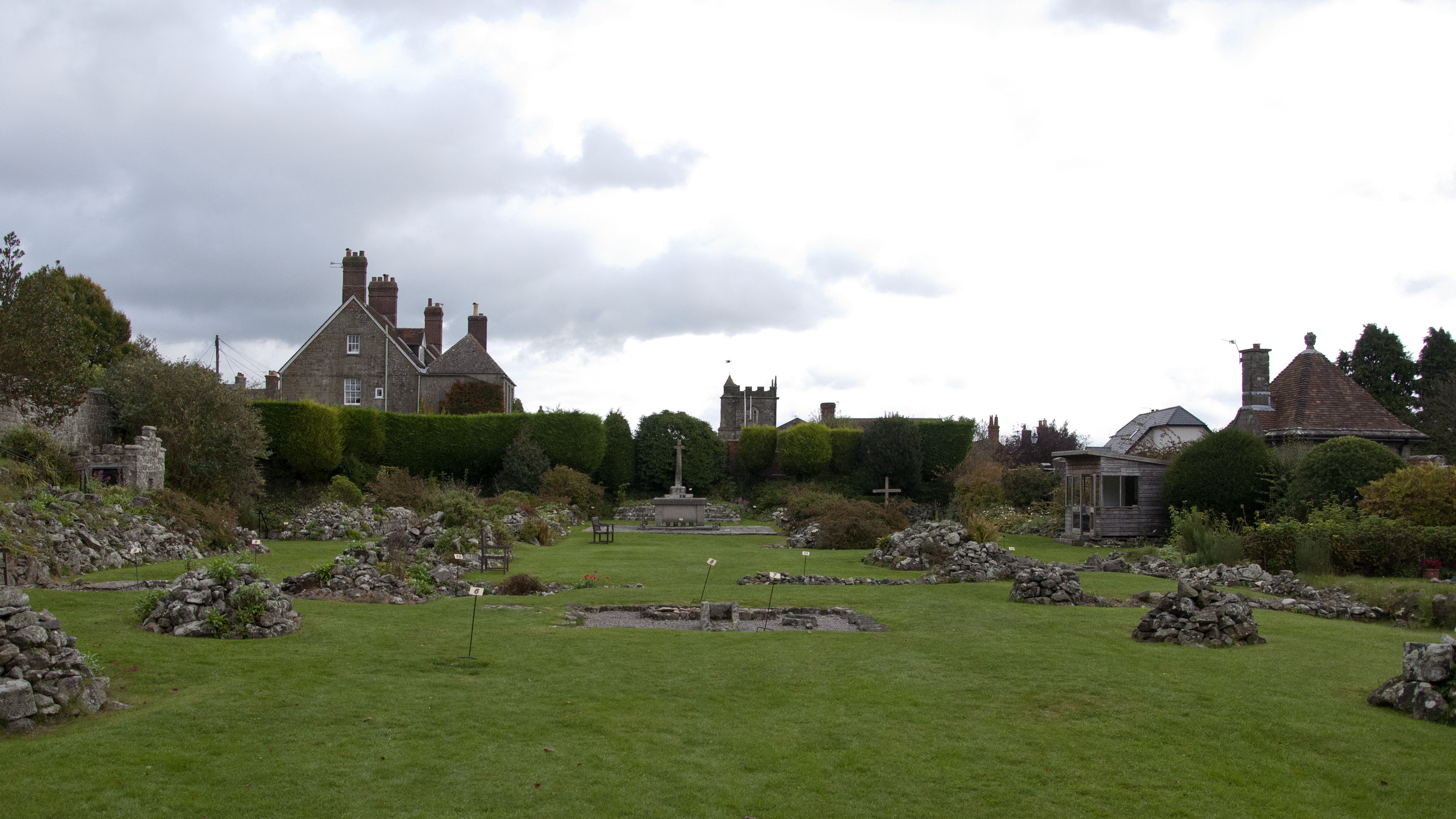
Shaftesbury Abbey
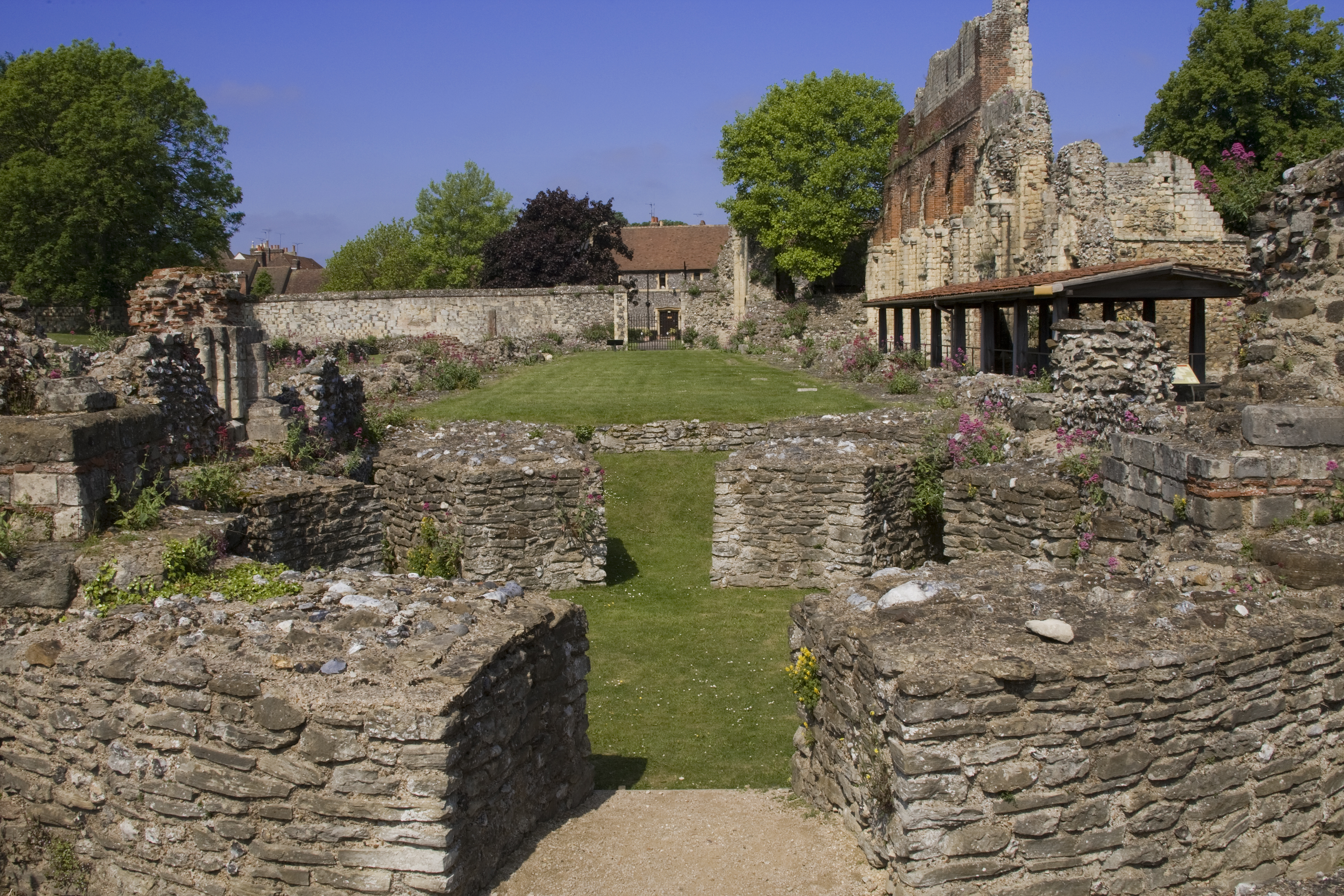
St Augustine's Abbey
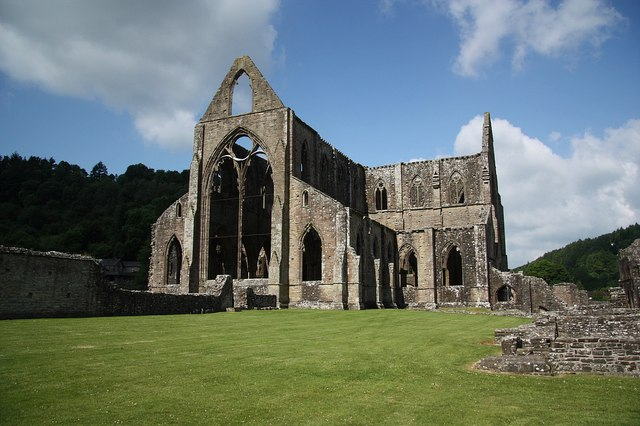
Tintern Abbey
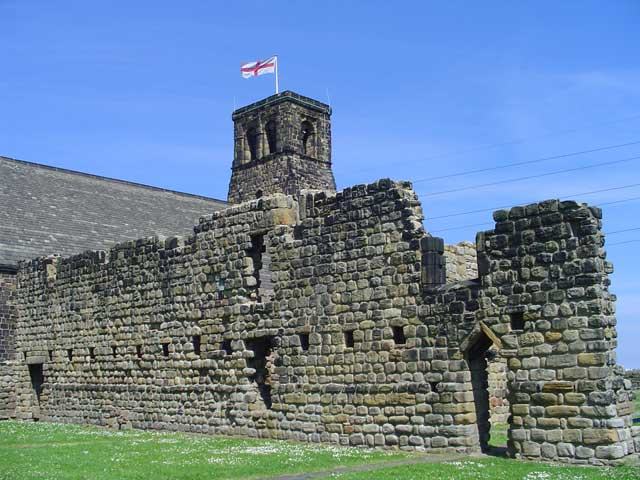
Wearmouth-Jarrow Abbey
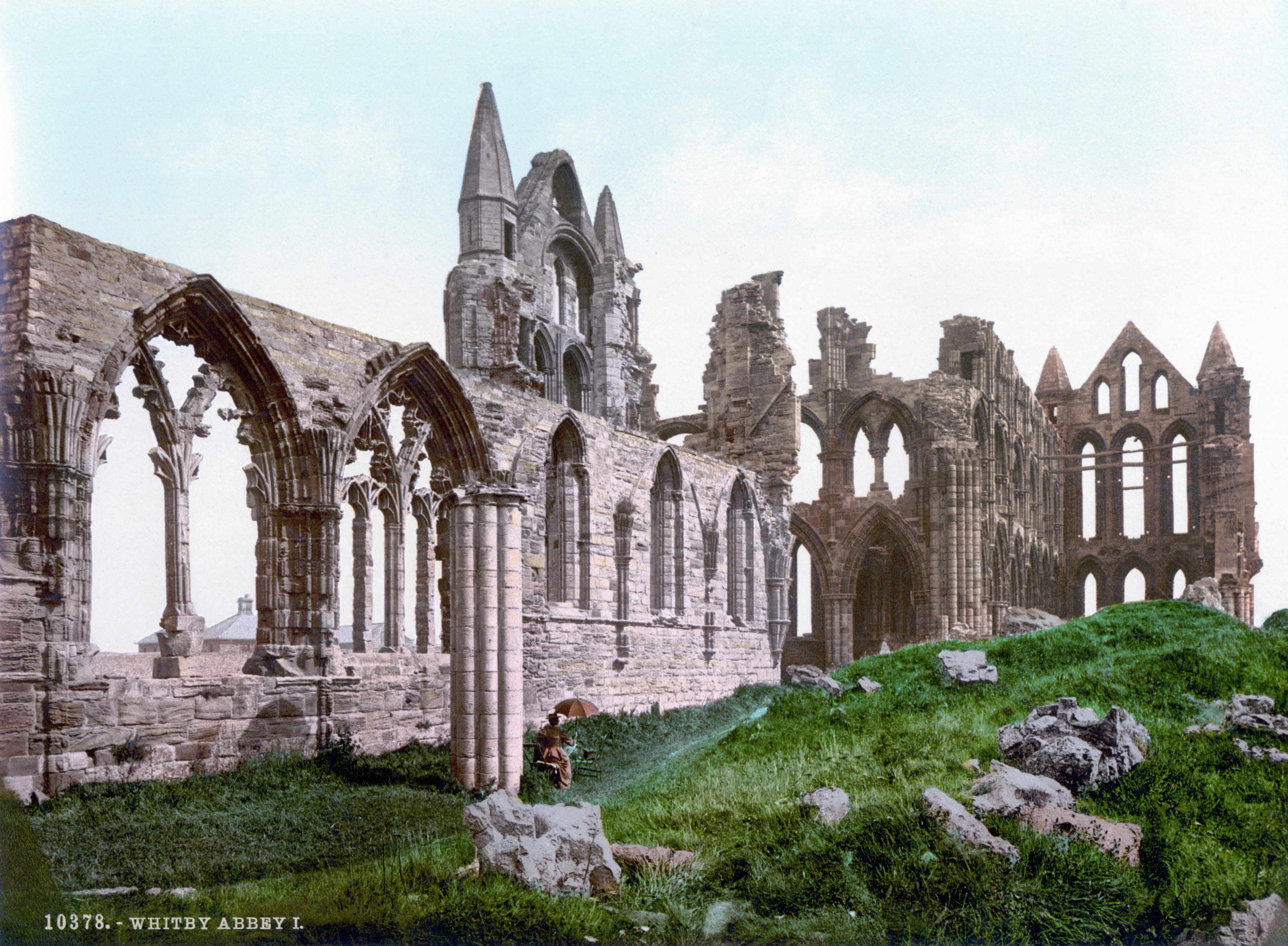
Whitby Abbey

Verder verdwenen ook de abdij van Sint-Albans, de abdij van Alnwick, de abdij van Evesham, Coggeshall Abbey en de abdij van Malmesbury.